# Gare de Toulon
La gare de Toulon est une gare ferroviaire française de la ligne de Marseille-Saint-Charles à Vintimille (frontière), située à proximité immédiate du centre-ville de Toulon (entre le mont Faron et le port), chef-lieu de département du Var, en région Provence-Alpes-Côte d'Azur.
C'est une gare de la Société nationale des chemins de fer français (SNCF), desservie par des TGV (dont Ouigo) et un Intercités de nuit. C'est aussi une gare du réseau des trains express régionaux TER Provence-Alpes-Côte d'Azur.

## Situation ferroviaire

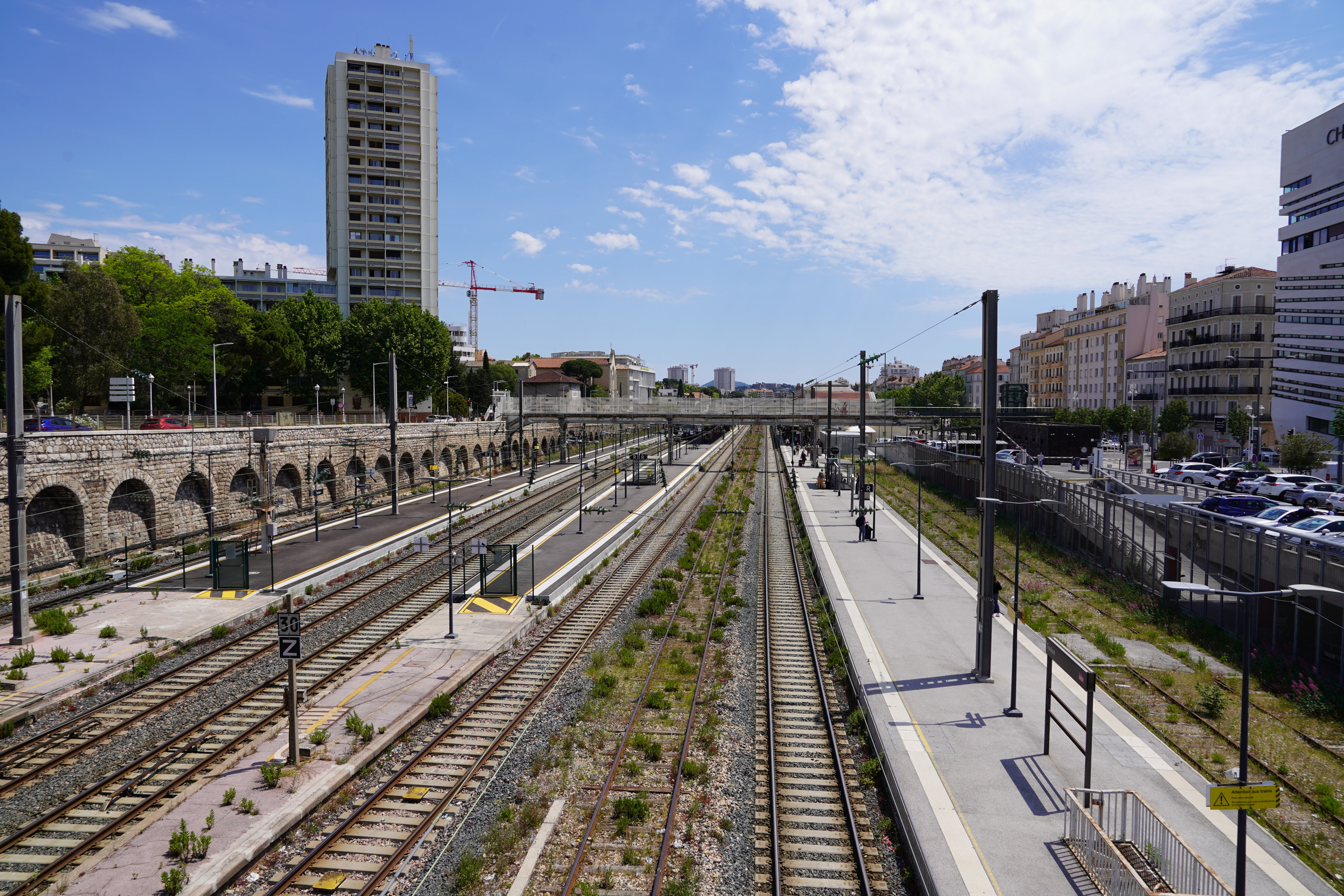
Les quais et voies de la gare.

Établie à 19 m d'altitude, la gare de Toulon est située au point kilométrique (PK) 66,832 de la ligne de Marseille-Saint-Charles à Vintimille (frontière), entre les gares de La Seyne - Six-Fours et de Toulon-Sainte-Musse.

## Histoire

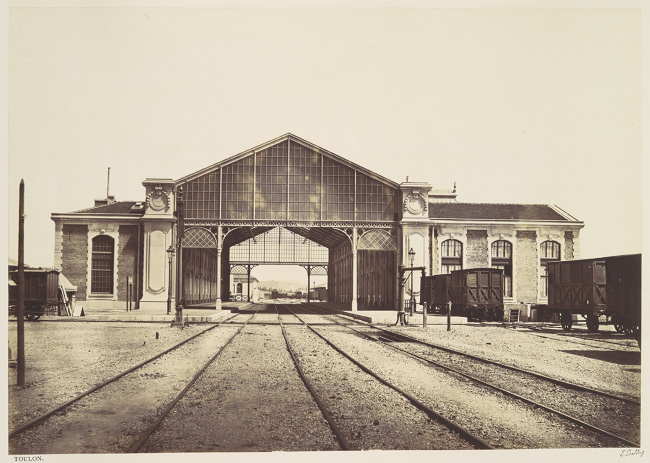
La gare, photographiée en 1861 par Édouard Baldus.

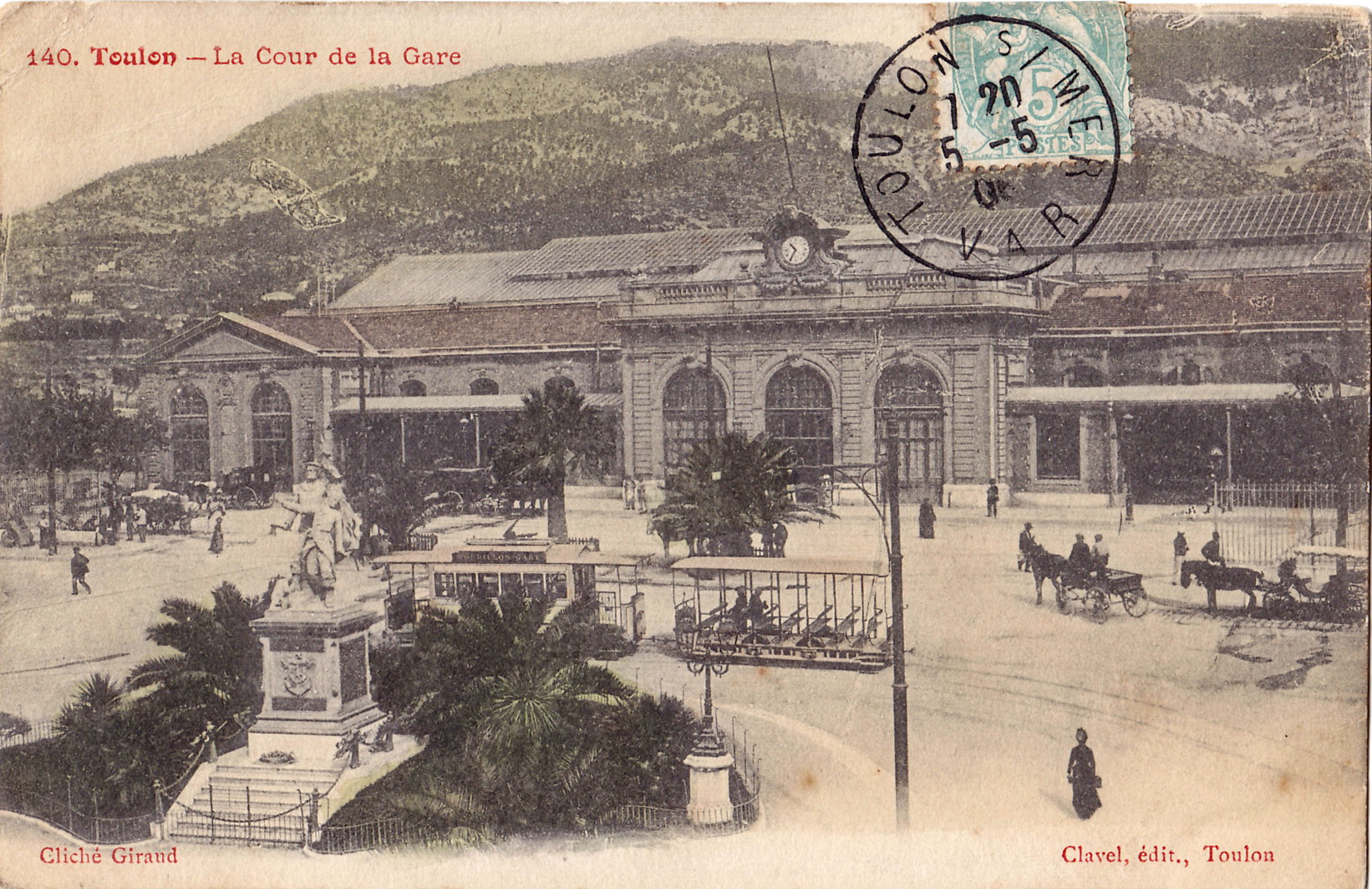
La gare, vers 1906. Une rame du tramway de Toulon stationne derrière le monument.

L'arrivée du chemin de fer à Toulon est programmée par la loi du 8 juillet 1852 créant la Compagnie des chemins de fer de Paris à Lyon et à la Méditerranée (PLM), loi qui précise que la compagnie doit construire un chemin de fer de Marseille au port militaire de Toulon. La concession pour une ligne de Marseille à Vintimille permettant la connexion du port au réseau général est actée par la loi du 11 avril 1857. La première section de Marseille à Aubagne est mise en service le 25 octobre 1858. Le profil de la deuxième section jusqu'à Toulon est difficile, mais des besoins militaires font activer les travaux ; une première voie réservée à l'État est mise en service le 15 mars 1859 et les deux voies le 24 avril. La Compagnie des chemins de fer de Paris à Lyon et à la Méditerranée (PLM) met en service, le 3 mai 1859, la station de La Seyne lors de l'ouverture commerciale de la section d'Aubagne à Toulon.
Le premier bâtiment est construit par l'architecte Laroze. Trois voies sont couvertes par une halle (voir photo ci-contre) ; il est détruit par un incendie en 1868. La nouvelle gare due à l'architecte Louis-Jules Bouchot est un édifice monumental avec un imposant corps central comportant trois ouvertures de plein cintre en façade (voir photo) qui permettent d'accéder au hall. Ce bâtiment voyageurs de la gare est achevé en 1887. Dans les années 1960, sa vaste halle de l'époque industrielle est détruite.
La gare, devenue « Pôle d’Échange Multimodal », a bénéficié d'une extension avec doublement de la surface du hall voyageurs et création de 2 halls d'été ombragés. En effet, avec les 4 millions de personnes qui y transitent chaque année, la gare était très souvent encombrée. Le début des travaux a lieu en janvier 2011 et l'inauguration de la rénovation de la gare est célébré le 28 novembre 2013,).

## Service des voyageurs

### Accueil
Gare de la SNCF, elle dispose d'un bâtiment voyageurs pourvu de guichets ouverts tous les jours et de distributeurs automatiques de titres de transport. Des services divers sont disponibles, notamment pour l'accueil des personnes en situation de handicap ou encore des jeunes voyageurs.

### Desserte

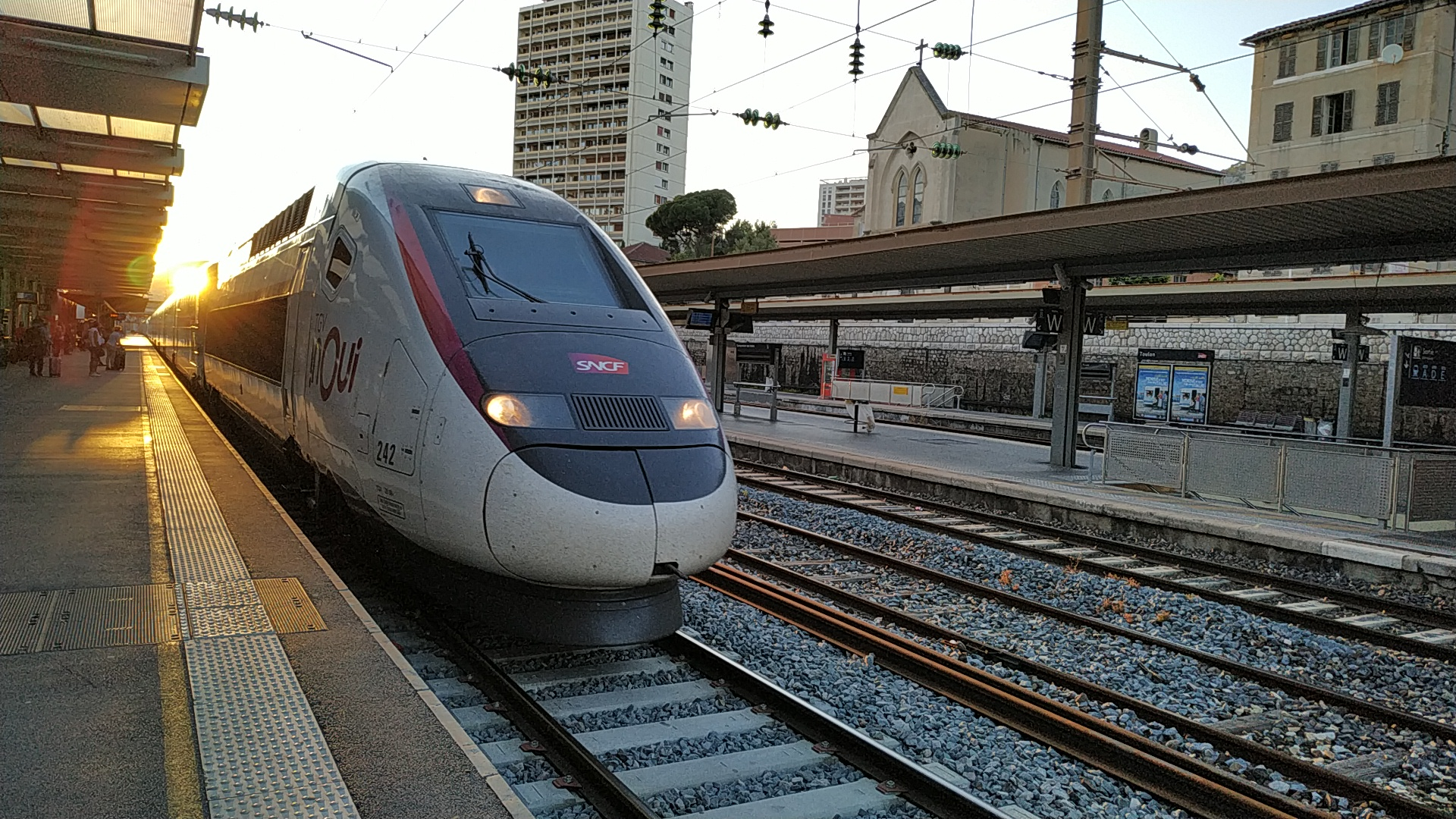
Un TGV Duplex à quai.

La gare de Toulon est desservie par de multiples relations TGV : Paris – Toulon / Hyères / Nice (dont Ouigo), Aéroport Charles-de-Gaulle – Toulon (uniquement Ouigo), Nancy / Strasbourg – Nice et Lyon – Toulon / Nice. À cela s'ajoutent les Intercités de nuit reliant Paris à Nice.
C'est aussi une importante gare régionale, desservie par les trains TER Provence-Alpes-Côte d'Azur, avec des relations cadencées sur les lignes Marseille – Toulon – Hyères et Marseille – Toulon – Les Arcs - Draguignan / Nice.

### Intermodalité
Deux parkings souterrains et un espace de stationnement pour les deux-roues sont aménagés à proximité, ainsi que deux zones de dépose-minute.
Une gare routière permet des correspondances avec un grand nombre de lignes de transport en commun routier : bus urbains du réseau Mistral (lignes 3, 9, 15, 23, 29, 39, 70, 102 et 103), cars régionaux Zou ! (lignes 2801, 2821, 4801, 4802, 4821, 7801, 7802, 8804, 8805, 8808, 8809 et 8814), cars LER (lignes 19 et 20), autocars FlixBus à destination ou en provenance d'Italie, de Serbie, d'Espagne, du Portugal ou de la Belgique.

## Autres gares de l'agglomération toulonnaise
L'agglomération toulonnaise comporte sept autres gares ou haltes, hormis la principale :
- direction Marseille : La Seyne - Six-Fours et Ollioules - Sanary ;
- direction Les Arcs / Nice : Toulon-Sainte-Musse, La Garde et La Pauline-Hyères ;
- direction Hyères (uniquement sur la ligne en antenne) : La Crau et Hyères.

## Projets
Le tracé des métropoles ayant été choisi, la ligne nouvelle Provence Côte d'Azur passera par Toulon. Ainsi, la gare de La Pauline doit être réaménagée, et des bifurcations sont prévues pour rejoindre la ligne vers Hyères.
Par ailleurs, dans l'optique de créer un « RER toulonnais », deux haltes sont ou vont être créées sur la ligne Marseille – Vintimille : L'Escaillon (en direction d'Aubagne) et Toulon-Sainte-Musse — mise en service le 11 décembre 2022 — (en direction des Arcs).